# Лабіринт (заповідне урочище)
Лабіри́нт — заповідне урочище місцевого значення в Україні. Розташоване в межах Вознесенського району Миколаївської області, біля села Трикрати. 
Площа 247 га. Статус присвоєно згідно з рішенням № 448 від 23.10.1984 року. Перебуває у віданні ДП «Вознесенське лісове господарство» (Прибузьке лісництво, діл. 64-68). 
Статус присвоєно для збереження мальовничого лісового масиву за назвою Трикратський ліс. У деревостані переважають: дуб, ясен, клен, вільха. Урочище розташоване на обох берегах річки Арбузинка та штучно створених каналів-потічків; є виходи на денну поверхню гранітів. 
На схід від заповідного урочища «Лабіринт» розташований Арбузинський каньйон, а на північних схід — заповідне урочище «Василева Пасіка». 
Заповідне урочище «Лабіринт» входить до складу національного природного парку «Бузький Гард».